# Pomothy

Wappen aus dem Jahre 1843

Pomothy (auch Pomothy de Horhi et Unatényi) ist eine ungarische Uradelsfamilie, die 1339 erstmals erwähnt wurde. Das Geschlecht gehörte zum Hochadel des Komitats Hont.

## Geschichte
Als erster Angehöriger dieser Familie wurde Peter Pomothy erwähnt. Im 16. Jahrhundert heiratete der königliche Gesandte Franciscus Pomothy Elisabeth Déméndi de Theszéri. Sie war die Erbin der großen Herrschaft in Demandice. Durch diese Heirat erhielt das Geschlecht Besitztümer in Demandice, Domadice, Bory, Santovka und Krškany.
Um 1600 änderte Michael Pomothy seinen Nachnamen in „Almassy“. Michael war Richter im Komitat Hont. Diese Linie wurde in weiblicher Linie fortgesetzt in den Adelsfamilien Egry de Siroki.
Das Geschlecht erwarb im Jahre 1629 auch die Herrschaft Horša. Im 17. und 18. Jahrhundert war die Blütezeit des Geschlechtes. Sie heirateten in zahlreiche Adelsfamilien ein, wie zum Beispiel die Familien der Domaniky, Rákóczy, Sirchich, Bory, Dedinszky, Thúry, Keviczky, Sarnóczay, Batisz, Johannides und Dalmady.
Am Ende des 18. Jahrhunderts entwickelten sich die Linien der Familien hin zu verschiedenen Tätigkeiten, ein Teil waren Landherren und die anderen wurden Unternehmer in der lokalen Eisenindustrie.
Am 4. April 1846 gab es einer Versammlung zwischen den Adelsfamilie Pomothy und Meszáros. Der Inhalt der Versammlung handelte sich um die Aufteilung der Herrschaft Svodov, heute ein Stadtteil von Želiezovce. Das Adelsgeschlecht der Pomothy wurde von Ladislaus und David Pomothy vertreten und an der Seite der Meszáros, von Karl und Gabriel vertreten.
Die Nachfahren der Familien leben heute in Österreich, Slowakei, Ungarn, Tschechien und verstreut auf der ganzen Welt.

## Bekannte Mitglieder
- Franciscus Pomothy (1490–1560), königlicher Gesandter und Ehemann von Elisabeth Déméndi de Theszéri
- Michael Pomothy (1590–1650), Stuhlrichter des Komitats Hont
- Joannes Pomothy, Industrieller im 18. Jahrhundert
- Michael Pomothy (1809–1888), Besitzer der Herrschaft in Dolné Žemberovce und Beisitzer des Gerichts vom Komitat Hont von 1845 bis 1847
- Josephus Gabriel Pomothy (1813–1895), Mitglied der Wahlkommission des Komitats Hont, Vorstandsmitglied der Sparkasse Levice (Lévai takarékpénztár, részvénytársaság) und Richter des Evangelischen Bischofsrates im Komitat Bars
- Baroness Ilona Turay-Pomothy (1899–1965), verheiratet mit Baron Desiderius Michael Turay-Pomothy, Mitglied im K.u.K Eisenbahnregiment in Korneuburg und nach dem Ersten Weltkrieg Verwalter des Großgrundbesitzes der Barone Kazy und Nyary

## Evangelischer Zweig von Stephanus Pomothy
Stephanus Pomothy de Horhi et Unatényi (1730–1805), evangelischer Adeliger und Eigentümer der Herrschaft Horša. Seine Ehefrau war Maria Prandorffy de Prandorf (1750–1807), sie stammte aus dem Adelsgeschlecht Prandorffy, welches von Kaiser Karl V. die Herrschaft Devičany als Geschenk bekamen.
- Paulus (1769–1811), ⚭ Susana Batisz de Kiscsepcsényi
  - Paulus (* 1796)
  - Joannes (1798–1855), ⚭ I. Anna Szaszky, die Witwe von Michaela Sarnóczay de Sarnó, ⚭ II. Susana Johannides aus dem komoroner Adelsgeschlecht Johannides.
    - Joannes (* 1835), ⚭ Susana Fabry (1842–1905), lebten in Budapest
      - Joannes (* 1867), ⚭ Elisabeth Balla (1871)
        - Ilona (* 1899), ⚭ Desiderius Michael Baron de Turay-Pomothy.
          - Otto Rudolphus (* 1935), ⚭ Božena Konečná
            - Katarina, ⚭ Renatus Franz Josef Xavier Siegfried Derler
              - Renatus Otto Franz Derler von Turay-Pomothy

            - Zuzana, ⚭

      - Paulina (1870–1933), ⚭ Stephanus Gyekinszky
      - Julianna (* 1872)
      - Peter (* 1874)
      - Susana (* 1875)
      - Susana (* 1878)
      - Rudolf (1881–1941), ⚭ Matilda Ratulovszky. Er war Professor an dem physiologisch-chemischen Institut der kgl. ung. Universität Budapest, welches die heutige Eötvös-Loránd-Universität ist.[6]

    - Maria (* 1838)
    - Peter (* 1842)
    - Elisabeth (* 1846)

  - Susana (* 1803)
- Maria (* 1769)
- Gabriel (* 1781)
- Ladislaus (* 1781), ⚭ Catherina Morvay
  - Adamus (* 1813)
  - Joannes (* 1809)
  - Judith (* 1817)
- Anna (* 1772), ⚭ I. Stephanus Sarnóczay de Sarnó, ⚭ II. David Pomothy de Horhi et Unatényi aus dem calvinistischen Zweig (siehe unten)
- Susana (* 1775)
- Anna (* 1777)
- Gregorius (* 1780)
- Anna (* 1792)

## Linie von David und Anna Pomothy
- David Pomothy de Horhi et Unatényi (1787–1850), calvinistischer Landherr in Bory, ⚭ Anna Pomothy, sie stammte aus dem protestantischen Zweig und war die Witwe von Stephanus Sarnóczay de Sarnó
  - Carolina Josephina (1819–1820)
  - Michael (1809–1888), ⚭ Catharina Szalacsy de Szalacs
    - Etel (* 1838), ⚭ Elias Johannes Huszthy de Ruzinyai (1826–1865)
    - Gyula (* 1839)
    - Ilona (1841–1912), ⚭ Josephus Csesznok (1834–1905)

  - Josephus Gabriel (1813–1895), ⚭ Rosalia Catharina Petrovics de Vágujhelyi és Galgóczi (1826–1911)
    - Gabriella (1860–1909), ⚭ Kalman Halasy
      - Maria Karlotta Rozina Halasy (* 1891)
      - Olga Halasy (* 1892)
      - Valeria Halasy (* 1893)

    - Kalman (1883–1920), ⚭ Etel Nagy